# MMORPG
A MMORPG (Massively Multiplayer Online Role-Playing Game – nagyon sok szereplős online szerepjáték) interneten, online játszható szerepjáték.
A nagyon sok szereplős online szerepjáték a számítógépes játékok azon műfaja, ahol nagyszámú játékos képes egymással kapcsolatot teremteni egy virtuális világban. Manapság már igen elterjedt játékforma. Az elnevezés arra utal, hogy sok ezer, millió ember játszik egyszerre. Képességeket (skilleket) fejlesztenek, szörnyek ellen harcolnak egyedül, vagy többen, kereskednek, társalognak. A lehetőségek tárháza végtelen, de játékonként eltérő lehet. A MMORPG kifejezést Richard Garriott eszelte ki, az Ultima Online alkotója, a játéké, mely 1997-ben népszerűsíteni kezdte e műfajt.
Mint minden RPG-ben (Role Playing Game), a szerepjáték játékosai felveszik egy kitalált karakter szerepét (leggyakrabban egy fantáziavilág keretein belül), és ezen karakter cselekvéseinek zömét irányíthatják.
A MMORPG játékokat megkülönböztetjük az egyjátékos, illetve a kisebb többjátékos számítógépes szerepjátékoktól: elsősorban a játékosok száma alapján, másrészt a MMORPG állandóan létező világa miatt, amit általában a forgalmazó cég tart fenn, és ami akkor is létezik, ill. fejlődik, ha a játékos épp nem vesz részt benne.
A MMORPG online játékok világszerte népszerűek, a bevételük 2005-ben meghaladta a fél milliárd dollárt, és 2006-ban csak a nyugati bevételek meghaladták az egy milliárd USA-beli dollárt.

## Általános jellegzetességek
Habár a modern MMORPG-k néha rettentően[forrás?] különböznek az őseiktől, a legtöbbjükben található közös vonás. Többek közt a megszokott témák, a fejlődés valamilyen formája, a játékon belüli szociális kölcsönhatás, mikrokultúra kialakulása, és a rendszer felépítése. Nem minden MMORPG oldja meg egyformán ezeket, van például, amelyik tartalmaz beszélgetőpanelt (chat), de van, ahol ez hiányzik, mégis tudunk érintkezni a többiekkel.

### Témák
A MMORPG-k többsége hagyományos, kitalált "fantasy" témákon alapul, sokuk belső világegyeteme összevethető a Dungeons and Dragons című játékkal. Néhányuk vegyes témájú, ahol a fantáziaelemeket kiegészítik, esetleg felcserélik tudományos-fantasztikus, kard és mágia-alapú, vagy bűnügyi fikcióval. További játékok még mélyebb szubkulturális tartalommal bírnak, mint például amerikai képregények, az okkult, vagy egyéb irodalmi műfajok. Ezek az elemek gyakran kapcsolódnak olyan feladatokhoz és helyzetekhez, mint küldetések, szörnyek, zsákmány. Ahogy a MMORPG műfaj érik, és újabb fogyasztói csoportok kerülnek a vonzáskörzetébe, úgy számíthatunk ezen változatosság bővülésére. Egy MMOPRG ami nem ezekhez kapcsolódik a Club Penguin, egy pingvines MMORPG.

### Fejlődés
Majdnem minden MMORPG-ben a játékos karakterének a fejlődése az elsődleges cél. Sok játék oly módon oldja ezt meg, hogy a játékosok tapasztalati pontokat szereznek tevékenységeik során, és ezen pontok révén a karakter „szinteket” ér el, így egyre ügyesebb lesz az adott téren. Hagyományosan a tapasztalati pontok elsődlegesen szörnyekkel való csatározás, és NPC-k azaz (Non Player Characters) vagy magyarul, NJK-k (nem játékos karakterek) számára végrehajtandó küldetések révén keletkeznek, melyeket egyedül, vagy másokkal együtt is végezhetünk. Sok játékban a vagyon felhalmozódása (beleértve a harci eszközöket) szintén utat nyit a fejlődés felé, és ez szintén leggyakrabban csaták során érhető el. A ciklust, amit ezek a feltételek teremtenek – harc új tárgyakért, amik által még többet harcolhatunk – pejoratívan 'szint taposómalomnak', 'darálásnak', vagy néha 'farmolásnak' nevezik. A Progress Quest szerepjáték kimondottan eme trend paródiájaként született meg.
Ebben a műfajban szintén hagyomány, hogy a játékosokban egy idő után kialakul az igény arra, hogy csoportosuljanak másokkal az optimális haladási mérték elérésének, vagy fenntartásának érdekében. Ez időnként arra készteti a játékosokat, hogy megváltoztassák valós világbeli elfoglaltságaikat, hogy „ne maradjanak le” a játék világában. Bár egyes szolgáltatók felismerik ennek a problémának a létezését, és a fejlődést időhöz kötöttség nélküli formában teszik elérhetővé, ez mégis egy széles körben kritizált pontja a műfaj játékainak.

### Játéktér
PvE
A PvE (player vs environment) során a játékos egyedül, segítőkkel, vagy más játékosokkal együtt az adott terület szörnyei ellen küzdenek. Klasszikus csapatfelállás a tank (állja a csapásokat, eléri, hogy minden szörny őt támadja) – healer (gyógyító) – damagedealer (nagyot sebző) ami kiegészülhet az adott szörny(ek) megöléséhez speciálisan szükséges szereppel, például debuffer (gátolja a szörny valamely tevékenységét, gyengíti a védelmét, és/vagy támadását), buffer (pozitív hatású varázslatokat rak a csapatra, a negatívakat pedig leszedegeti), offtank (a ráadásnak megjelenő szörnyeket magára vonja, míg a többiek elintézik a főszörnyet).
A küzdelem célja lehet a 'farmolás' ekkor valamely anyag, tárgy, honorpont stb. megszerzése, tömeges felhalmozása a cél, további tárgyak előállítása és/vagy becserélése, aukción eladása stb. végett. Lehet küldetés, a küldetések igen változatosak, az "eredj fiam csapd le X fejét", vagy "gyűjts nekem 1500 buwangbőrt", vagy "itt ez a flaska olaj, kenj meg minden hangyát az erdőben, hogy megtaláld a szegény átváltoztatott lottóárust", a küldetés jutalma szintén valamely tárgy, pénz, honor. Lehet továbbá 'insta', amelyben egyedül vagy csapatban, a főszörnyig elvergődés, vagy elsettenkedés, majd a főszörny kiiktatása, az így nyert ritka tárgyak megszerzése a cél. Ez mind egy idő után unalmassá válik. A PvP tartja életben a mmorpgt, hiszen csak a legfanatikusabbaknak okoz örömet harminccsiliomodszor megölni Glintet, Krystallust vagy Okander "Mad Man" Mallent.
PvP
A PvP (player vs player) – azaz játékos a játékos ellen módban két játékos egymás ellen (duel) vagy csapatok a csapatok ellen harcolnak. Minden játék alapproblémája, hogy az a skill, amivel PvE üzemmódban harcol a játékos, PvP üzemmódban vagy 'imba' (imbalanced – túl sokat sebez, gyógyít, túl sokáig vakít, némít stb.) vagy teljesen használhatatlan. Valahogy mindig kialakul egy-egy 'bild' mely az adott faj/foglalkozás skilljeiből leírja, hogy melyeket, milyen sorrendben alkalmazva lehet a leghatékonyabban győzni. Gyakori panasz, hogy a régebb óta pvpző játékosok felszerelése – pont a pvp nyerések során megszerezhető pontoknak köszönhetően – több nagyságrenddel jobb ezért a kezdő játékos 'csak egy ütés'.
A panaszok miatt a fejlesztők belefognak a 'balanszolás' nevű misztikus tevékenységbe, melynek során kiherélik a 'tuti kombókat', 'nerfelik' azaz lecsökkentik az adott skill támadás/gyógyítás stb. hatását, átértelmeznek meglevő skilleket, növelik egy egy skill támadás/gyógyítás stb. hatását, függéseket tesznek bele, vagy oldanak fel – (ha vérzik, akkor tudsz mély sebet ütni, stb), mindezt a játékélmény kiegyensúlyozása miatt. Maga a PvP megoldása az alkotók fantáziája/fantáziátlansága (-Főnök, legyen PvP? -Hú basszus kifelejtettük a tervezésből. Tudod mit, tegyünk be egy üres szobát ahol csépelhetik egymást.) miatt egyedi sajátságokkal bír.
Példák: a WoWban a legjellemzőbb az ellenfél 'kikapcsolása' stun, sleep, fear stb. arra a pár másodpercre, míg a 'spike' (rövid idő alatt bevitt nagy sebzés) hatására a karakter egy helyre 'odafagyasztva' meghal. A paplovag típusok (kicsi sebzés/elegendő gyógyítás) egymás elleni harca igazi kínszenvedés. Az igazi PvP játékélményt a Guild Wars nyújtja, jobbat még nem láttam, bármely karakter bármely 'viable' builddel, bármely karaktert le tud győzni, a harc során végig irányítható a karakter, az veszít, aki hamarabb elfogy, az nyer aki jobban ért a karakteréhez.
Mindenütt megtalálható az a játékos, aki pénzért megvásárolta az adott maxos ++ karaktert és legyőzhetetlennek tűnik, amíg a fifikásabb játékos(ok) bolonddá nem szedik.
A csapatok csapatok ellen általában külön területeken harcolnak. A legegyszerűbb az aréna – amelyik csapat életben marad, az nyer. A CTF (capture the flag) célja, hogy az ellenfél zászlaját a saját bázisod zászlajához vidd, megakadályozandó az ellencsapat ugyanezen erőkifejtéseit. A zászlófoglalás során a cél, hogy a játéktérben található zászlók közül minél hosszabb ideig, minél több az adott csapat irányítása alatt álljon. A raid során a cél, hogy a védekező csapat tevékenységét gátolva az adott céltárgya(ka)t/célszemély(eke)t elpusztítani/megtapizni. Érdekes megemlíteni a SilkRoad rendszerét, mely thief<->hunter-trader szembenállás, az adott jelmez magadra öltésével a PvE térben folyik a küzdelem a zsákmányért, melyet a trader egyik városból szeretne elszállítani a másikba, a hunter védelmezi, a thief pedig megpróbálja elrabolni, hogy ő adja el. A SHO Online PvPje során a PvE területek birtoklása és az ezzel járó permanens buff a tét.
Jellemző, hogy a játékosok egy részének lövése sincs az adott PvP terület szabályairól, céljáról, akit érnek azt ütik. Jó ha egy személy magához vonja a kezdeményezést, irányítja az egységeket, megnevezi az elérendő célt. A legesélyesebb az előre formált, összeszokott csapat, akik – rész az egészben – egymásra odafigyelésükkel, (ventrilón, TS-en stb, vagy az adott szobában szóban:) összehangolt cselekedeteikkel eldöntik, vagy megfordíthatják az adott játék végkimenetelét.

### Társasági érintkezés
Az MMORPG-k minden esetben lehetővé teszik, hogy a játékosok kommunikáljanak egymással. A játék által meghatározott érintkezési formák szerint más és más szociális elvárások az érvényesek. Sok MMORPG kihasználja a játékosok közösségépítő hajlamát, és támogatja a játékon belül létrejövő céheket, vagy klánokat (habár általában akkor is kialakulnak, ha a játék nem kimondottan támogatja) Ennek az az eredménye, hogy a játékos egy idő után a tagja, esetleg a vezetője lehet egy ilyen csoportnak. Ezen csoportok valószínűleg további elvárásokat támasztanak a tagjaik elé (mint például céhen belüli segédlet).
Még ha a játékosok nem is csatlakoznak hivatalosan egy csoporthoz, nagy általánosságban belekerülnek egy-egy kisebb csapatba a játék során, s így esetleg egy meghatározott szerepbe. Harc-alapú MMORPG-kben ilyen szerep lehet például a "tank" (olyan karakter, aki állja az ellenség ütéseit, és védi a többi csapattagot), a "healer" (aki szükség szerint gyógyítja a csapatot), a "DPS" (akinek másodpercekre lebontott sebzése a legnagyobb), és néha a "CC" (aki ideiglenesen lefoglalja az ellenfelet, ált. NJK-t, hogy az veszítsen képességeiből).
Az MMORPG-k vagy engedik, hogy a játékosok felvegyék ezeket a szerepeket, esetleg más, hibrid szerepeket, vagy egyáltalán nem. A változatosság ellenére sok játékosnak van "kedvenc" szerepe, ami szívesebben felvesz, mint a többit, és több MMORPG játékban is ezt választja.
Vannak MMORPG-k, amelyek elvárják, hogy a játékosok valóban szerepjátékkal személyesítsék meg a karakterüket – úgymond viselkedjenek és beszéljenek úgy, ahogy a karakterük tenné, még ha ez azt is jelenti, hogy bizonyos célok, mint vagyon, vagy tapasztalat ezáltal kerülendővé válik. Mivel ez a viselkedés eltér a "normától", a legtöbb MMORPG játékos valójában soha nem játssza el a karakterét. Ennek ellenére vannak MMORPG-k, amelyek biztosítanak "csak szerepjátékra való" szervereket azoknak, akik szeretnék jobban beleélni magukat.
Az MMORPG-knek általában vannak Moderátorai, vagy Játékmesterei, akik lehetnek fizetett alkalmazottak, de akár bér nélküli önkéntesek is, akik megpróbálják felügyelni a világot. Egyes "mesterek" olyan funkciókat és információkat érhetnek el, melyek a többi játékos számára nem ismertek.

### Kultúra
Mivel az MMORPG-knek annyi hasonló elemük van, és ezen elemeket annyian élik át, közös kultúra fejlődött ki az egyes külön kultúrák mellett. Például, mivel az MMORPG-kben gyakran több különböző karakter "osztály" szerepel, a játékot muszáj kiegyenlíteni, hogy mindenki számára igazságos legyen, és ez ahhoz vezetett, hogy a játékosok kimondottan számítanak "buffing"-ra és "de-buffing" -ra ami az osztályok tulajdonságainak gyengítésére, avagy erősítésére vonatkozik. (Klasszikus példa: van három osztály, harcos, íjász, varázsló. A harcos az íjász ellen, az íjász a mágus ellen, a mágus pedig a harcos ellen a legjobb a csatában.)
Másik példa, hogy sok régebbi MMORPG-ben a haladás leggyorsabb módja az volt, hogy ugyanazokat a szörnyeket újra és újra megölték, és mivel ez még ma is fenn áll, a játékosok többsége ismeri a 'darálás' kifejezését. A darálás fontossága a MMORPG-kben, és hogy milyen mértékű "szórakozást" jelent, folyamatos vita tárgya.
A MMORPG néha aggodalmat ébreszt a szülőkben, mert hajlamosak néhányan túlzásba vinni ennek használatát, főként a fiatalabb korosztály esetén. Egyes játékosok lenézik azokat, akik rengeteg időt fektetnek egy játékba, míg mások azt gúnyolják, aki nem szánja rá az időt, hogy "rendesen játsszon".
Néhány játékos viccből megkísérelte a valódi életet is MMORPG-szerűen szemlélni.

### Rendszerfelépítés
A legtöbb MMORPG a kliens-szerver rendszert használva működik. A program, ami leképezi és fenntartja a "világot" folyamatosan fut egy szerveren, a játékosok pedig egy kliens programon keresztül kapcsolódnak rá. A kliens program vagy elérhetővé teszi asz egész "világot", vagy további 'kiegészítők' megvásárlása szükséges a játék bizonyos területeinek eléréséhez (az Everquest és a World of Warcraft a példa erre). A kliensek általában nagy, több gigabájtos programok, azonban egyre terjednek az olyan MMORPG-k, amelyek eleve létező, "sovány" klienseket használnak, mint egy webböngésző.
Egyes MMORPG-k havi előfizetés alapján működnek. Természetükből adódóan a "nagyon sok szereplős" játékok mindig online vannak, és legtöbbjüknek állandó bevételre van szükségük a karbantartás, illetve fejlesztés miatt (ezt érik el például reklámok, ill. az előfizetések révén).
A játékosok számától és a rendszer felépítésétől függően egy MMORPG akár több különálló szerveren is képes futni, melyek mindegyike egy külön világot jelent. A külön szerveren lévő játékosok vagy tudnak egymással kommunikálni, vagy nem. A legtöbb MMORPG-ben az egy világban tartózkodó játékosok száma pár ezerre van korlátozva.
Ennek kiemelkedően ellentmond az EVE Online, ami 2007 augusztusában körülbelül 200.000 játékost gyűjtött egyetlen szerverre, és 41690-en voltak rajta 2007 decemberében. Vannak játékok, amik engedik, hogy a karakter bármelyik világban legyen, de vannak amelyek arra az egyre korlátozzák, amelyikben keletkezett.

## Történet
A MMORPG elődjének számít a MUD (multi user dungeon) mely a hetvenes évek közepén jelent meg. Főleg a Dungeons&Dragons játék szabályai alapján, pl.: ELITE, Avalon. A MUD magyarul, magyar szerveren a kilencvenes évek elején-közepén jelent meg, Elveszett Világ, Brutália, hogy csak a legnépszerűbbeket említsük. A játék során egy-egy szöveges bekezdés íródik ki az interaktív ablak végére, információkat adva: hol vagy, mit látsz, mennyi az életerőd, stb. A grafikus MMORPG-k megjelenése miatt a MUD-ok a kétezres évek elejétől elnéptelenedtek, a WOW indulásával a társaság fele, majd az ingyenes MMORPG-k indulásával akinek bírta a grafikus megjelenítést a videókártyája, a kevésbé tehetősek is eltűntek a MUD világából.
Habár az MMORPG ma ismert formája csak az 1990-es évek elejétől létezett, mindegyik visszavezethető azokra a többfelhasználós játékokra, melyek az 1970-es évek végén kezdtek feltűnni. Az első ezek közt a Mazewar (Labirintusharc) volt, de hamar kifejlesztettek másokat is a PLATO, Z-MuD rendszerre. 1984-ben például egy Rogue-szerű (egy híresebb félgrafikus szerepjáték) többfelhasználós játék jelent meg, az Islands of Kesmai (Kesmai-Szigetek). Az első "igazán" grafikus többfelhasználós szerepjáték a Neverwinter Nights volt, amit az America-Online tudott kivitelezni 1991-ben, és az AOL elnök Steve Case személyesen tette győzedelmessé. Másik korai MMORPG-k a "Sierra Network"-ről: The shadow of Yserbius (1992), The fates of Twinion (1993), The ruins of Crawdor (1995).
Miután az NFSNET (Nemzetközi Tudományos Alapítvány Hálózata) korlátozásai 1995-ben megszűntek, az internet felszabadult a fejlesztők számára, ez pedig magával vonta az első ténylegesen tömeges neveket. Ezután az első siker a Meridian 59 volt, amiben belső nézetű 3D-s grafika is volt, és bár más hasonló játékok is megjelentek szinte ugyanekkor (például The Realm Online), mégis ennek sikerült szélesebb közönség elé vinnie a műfajt. Az 1997-ben megjelent Ultima Online pedig tovább popularizálta a műfajt, bár Ázsiában az 1996-ban felbukkant Nexus: The Kingdom of Winds volt a megnövekedett figyelem elsődleges kiváltója. Nyugaton az EverQuest fejtett ki ugyanilyen hatást.
Ezeknek a korai játékoknak a pénzügyi sikere attól fogva hajtja a műfajbeli versenyt. Ma az MMORPG-k konzolokon, más körülmények között működnek, és a felhasználók jobb minőségű játékélményhez jutnak. A jelenlegi piacot a Blizzard World of Warcraft-ja uralja, mint a legnagyobb fizess-hogy-játszhass MMORPG, de mellette a Final Fantasy XI és a Phantasy Star Online is jelen van. A piac másik térfelén az ingyen-játszható MMORPG-k állnak, melyek bevétele reklámokból, illetve a játékban szereplő tárgyak árusításából áll. Ez a modell kimondottan gyakori a Koreai játékoknál, mint a MapleStory. Kivétel ez alól a Guild Wars, ami úgy kerüli el a többi MMORPG-vel való versengést, hogy csak a játék egyszeri megvásárlása jelent kiadást a játékosoknak. Más címek is használják ezt a bevétel-teremtő megoldást, de kevés közelíti meg a Guild Wars népszerűségét.

## Pszichológia
Bár a környezet fantázia-szülte, a játékosok közti kölcsönhatások nagyon is valóságosak, így a pszichológusok és szociológusok fel tudják használni a MMORPG-ket kutatási célokra. Például Sherry Turkle, egy klinikai pszichológus interjúkat készített számítógép használókkal, beleértve a játékosokat is. Azt a következtetést vonhatta le, hogy sokaknak kibővült az érzelmi skálájuk a MMORPG-kben létező különböző szerepek (mint például nemi identitás) felfedezésének, átélésének köszönhetően.
Nick Yee 35000-nél is több MMORPG játékost vont be a tanulmányába, ahol főleg ezen játékok pszichológiai és szociológiai szempontjaira koncentrált. Újabb eredmények szerint a játékosok 15%-a kerül klán-vezetői szerepbe, és legtöbbjük kemény, köszönet nélküli munkának találja ezt; és hogy a játékosok jelentékeny mennyiségű időt töltenek olyan dolgokkal, amik kapcsolódnak a játékhoz, de kívül vannak azon (általában az összes ráfordított idő harmadát).
Sok játékos arról számol be, hogy az MMORPG játszása közbeni érzelmeik igen erősek, olyan végletekig, hogy a férfi játékosok 8,7%-a, a női játékosok 23,2%-a házasodott a játékban, online. Más kutatások úgy találták, hogy a játékhoz társuló élvezet közvetlen kapcsolatban áll a játék társadalmi felépítésével, ahol a pillanatnyi találkozásoktól a precízen szervezett csoportok kialakulásáig sok minden előfordulhat.
Richard Bartle négy fő pszichológiai csoportra osztotta a többjátékos szerepjátékosokat. Erwin Andreasen pedig kibővítette ezt egy harminc kérdéses "Bartle Teszttel", ami segít meghatározni, hogy egy játékos melyik csoportba illik jobban. 2006-ban a kitöltött tesztek száma átlépte a 200.000 -t, így talán ez a legnagyobb folyó kutatás a online-szerepjátékosokról.
A World of Warcraft-ban lévő egyik programhiba felkeltette Észak-Amerika pszichológusainak és epidemiológusainak a figyelmét: a szörnyek "Romlott Vér" tulajdonsága véletlenül kezdett terjedni a játékosok karakterei között. A Betegségszabályozási Központ felhasználta az esetet egyrészt egy betegség terjedésének a szimulációjára, másrészt annak felmérésére, hogyan reagálnának az emberek egy nagyméretű járvány kitörése esetén.

## Gazdaság
Sok MMORPG rendelkezik önálló gazdasággal, mivel a virtuális tárgyak és pénz jelentenek korlátozott jellegű, meghatározó értéket a játékosok számára. Egy ilyen virtuális gazdaság adatai a valódi gazdasági elemzők számára is felhasználhatóak; főleg, mivel ezek a "virtuális" gazdaságok hatással lehetnek a valódi világ gazdaságaira.
Az MMORPG-k egy korai kutatója, Edward Castronova bemutatta, hogy a virtuális kereskedelem szintén a kereslet-kínálat egyensúlyán alapul, és egybevág a valósággal.
Ez a hasonlóság az alábbi feltételeken alapul:
- A játékosok képesek kereskedni egymás között játékon belüli (virtuális) valutával.
- Barter-kereskedelem a játékosok között (például két egyenértékű tárgy cseréje)
- Játékon belüli tárgyak vásárlása való-világbeli valutáért cserébe.
- Virtuális valuta vásárlása valódi valutával.
- Meta-valuták megalkotása, a játékon belüli jutalmakért (például Sárkányölő Pontok – Dragon Kill Points, Guthix Ökle Érmék), amelyekkel nem lehet kereskedni, csak kiérdemelni.[25]

A virtuális tárgyak valódi értékben való kifejezése mélyrehatóan érintette mind a játékosokat, mind a játékipart, de még a törvénykezést is. Castranova első tanulmánya 2002-ben kimutatta, hogy létezik egy igen "átlátszó" (ha nem illegális) valutapiac, ahol az Everquest virtuális valutájának az árfolyama túlszárnyalja a japán yenét. Vannak emberek, akik ebből élnek, hogy működtetik ezeket a virtuális gazdaságokat; őket gyakran "arany-farmereknek" nevezzük, akiket "cukorboltokban" bérelhetünk fel. A virtuális valuta árusítása általában a karakter-árusítással karöltve juttatja adómentes jövedelemhez azokat akik ezt művelik.
A játékok szolgáltatói általában tiltják a virtuális javak pénzért való árusítását, habár egyes termékek kimondottan reklámozzák ezt (RMT – Real-Money Trading). A Second Life játékosai 100.000 $-t meghaladó bevételt teremtettek a cégnek. De például az Entropia Universe esetében közvetlen kapcsolat van a valódi és virtuális gazdaság közt. Ez annyit tesz, hogy a valódi pénz játékpénzre váltható, és fordítva is igaz ez. Valódi tárgyakat is lehetséges az Entropia valutájáért venni.
Az online gazdasági rendszerek néhány problémája:
- "Botok", vagyis automatizált programok használata, ami által egyes játékosok a többiek hátrányára gyűjtik a játékban fellelhető javakat.[29]
- Szankcionálatlan kiárusító weblapok, ami a játékkészítőket arra vezette, hogy az intellektuális tulajdonuk védelmében jogi segédletet kérjenek.[30]
- A virtuális bűnözés megjelenése, ami vagy játékos, vagy cég ellen irányuló csalás formájában, vagy pedig valós erőszak formájában nyilvánul meg.[31]

A leggyakoribb elkövetések a játékosok ellen irányulnak, ilyen a "karakter feltörése" melynek során a karakter account-jának (belépésre szolgáló hozzáférési fiókjának) megszerzik a kódját, jelszavát és belépnek vele, virtuális pénzét elköltik/elküldik, felszerelését/tárgyait/mountjait eladják/átadják másnak. A karaktert legkönnyebben úgy törik fel, ha pl.: a jelszava 123456, vagy a jelszóelfelejtős ellenőrző kérdésre adott válasz ez, vagy hiányzik. Spam-mel is kicsalhatják a tulajdonostól, a játék hivatalos lapjára hajazó oldalak/hírlevelek stb. használatával. Gyakori a "karaktercsere" során elkövetett visszaélés, mikor egy hasonló szintű karakter a játékban megadja a jelszavát, hogy "kipróbálja" vagy "megőrzi"... A közös géptermekben a böngészők által megjegyeztetett acc.&jelszó illetéktelen megszerzése is gyakori, gyakran trojan szoftverek (keylogger-ek) segítségével.
A játékon belül sor kerülhet "scammelésre". A trade (kereskedés) ablakban elkövetett csalást nevezik így, az ügylet során a pénzösszeget pár nullával/gold helyett réz elírják, vagy a cserélni kívánt tárgyat cserélik ki másik, ugyanolyan ikonnal rendelkező tárgyra. A játék készítői ellen irányuló visszaélések a PayPal fizetési megbízás – a játékbeli dolog lehívása és más karakterhez menekítése utáni – visszavonásától kezdve, az "elveszett az unique felszerésem az utolsó crash-ben" típusú panaszlevelekig széles skálán mozognak, a játék fenntartóit a biztonság állandó növelésére kényszerítve ezzel.
Az ingyenes MMORPG-k gyakran kötik össze közvetlenül a virtuális gazdaságot a valóságossal, ez azonban az általános nézet szerint romboló hatással van a játékélményre (például a Runescape játék Real World Trader-ei). Ha a valódi pénz felhasználható arra, hogy nagyobb és gyorsabb sikereket érjünk el, mint ügyes játék során, elveszik a stratégiai szerepjátékban való részvétel élménye. Ezen túl könnyen elferdült hierarchiához vezet, ahol a gazdagabb játékos jobb tárgyakat tud szerezni, ami által gyorsabban tud fejlődni, mint egy kevésbé pénzes, de elkötelezettebb játékos.

### Játékfejlesztés
Egy versenyképes kereskedelmi MMORPG kifejlesztésének költsége gyakran meghaladja a 10 millió dollárt. Ezek a projektek több játéktervezői tudományágat is igényelnek, mint 3D modellezés, 2D grafikák, animáció, felhasználói felületek, kliens/szerver kiépítés, adatbázis kezelés és hálózati infrastruktúra.
Egy modern kereskedelmi MMORPG front-end (előtérbeli), vagy kliens oldali alkotóeleme 3D grafikát tartalmaz. Mint a modern 3D-s játékok, ez is megkívánja a 3D motorok kivitelezésének képességét, valós idejű árnyékolás-technikát és a fizika szimulációját. A tényleges látványelemeket (területek, lények, karakterek, fegyverek, űrhajók és a többi) művészek fejlesztik ki, általában kétdimenziós elgondolásokból kiindulva, és később ezeket varázsolják animált 3D-s jelenetekké, modellekké és textúra-térképekké.
Egy erősen többjátékos szerver kidolgozása szintén komoly szakmai próbatételt jelenthet a kliens/szerver felépítés, hálózati protokollok, biztonság és egy észszerű adatbázis modell kidolgozása miatt. Az MMORPG-k egy sor életbevágó feladat elvégzésére megbízható rendszereket használnak. A szervernek képesnek kell lennie nagyszámú kapcsolat kezelésére és igazolására, a csalás kiküszöbölésére, és változtatások (hibajavítások, fejlesztett tartalom) játékba vitelére. Fontos még egy olyan rendszer, ami a játék megállítása nélkül rendszeres időközönként eltárolja az adatokat.
A fenntartáshoz megfelelő szerverek és sávszélesség szükséges, és egy elkötelezett szakértői csapat. A karbantartáshoz elengedhetetlen források hiánya "késést" (lag) eredményez, ami frusztrálja a játékosokat, és főleg a kezdeteknél sokat ronthat egy játék hírnevén. Arra is kell figyelmet szentelni, hogy a játékosok száma elfogadható szinten maradjon, szerverek hozzáadása ill. eltávolítása révén. A peer-to-peer MMORPG-k elméletileg olcsón és hatékonyan szabályozzák a szerver terheltségét, de az olyan gyakorlatban felmerülő kérdések, mint aszimmetrikus sávszélesség és processzorigényes leképező-motorok miatt nehéz vállalkozásnak bizonyulnak. Emellett feltételezhetően sérülékennyé válnának a csalás újfajta módszereivel szemben. Egy kereskedelmi szintű MMORPG hálózat több száz (ha nem több ezer) szerver telepítését igényli. Egy finanszírozható hálózat kiépítéséhez a fejlesztőknek előbb szerényebb hardveres és hálózati befektetés mellett kell nagyobb számú játékost gyűjteniük.
Mindezen kívül a fejlesztői csapatnak ismerniük kell a játéktervezés alapjait is: világépítés, tanok és elvek… no és hogy mitől lesz egy játék szórakoztató.

### Trendek 2008-ban
Mivel számos vadul különböző cím létezik, ráadásul sebesen fejlődik a MMORPG, ezért nehéz leszögezni, hogy merre tart a műfaj. Mégis van néhány nyilvánvaló fejlesztés. Például a "portyázó", camp-elő küldetés-es csoportok, amelyek kimondottan egy nagy csapat játékost vonnak be (kb. húszat, vagy többet).
Egy másik ötlet az eseti kazamaták. Így egy csapat garantáltan "egyedül" van a játékvilágban, mivel minden csapat számára leképeződik ugyanannak a területnek egy másolata. Így a játékosoknak nem kell prédáért versengeniük, másrészt pedig csökkenti a szerver által kiküldött és fogadott adat mennyiségét, csökkentve a késést. A World of Warcraft fent említett portyái szintén eseti területek, mint ahogy a Guild Wars-ban előforduló összes harci terület is.
A "Játékos által alkotott tartalom" egy másik trend lehet. Az Ultima Online a kezdetektől fogva biztosított a játékosainak 30 oldalas üres "könyveket", amikbe írhattak és cserélhettek; később pedig házakat tervezhettek és építhettek az alapoktól. Egyes "nem harc központú" MMORPG-k erősen a játékosok által létrehozott tartalomra támaszkodnak az animációktól a komplett épületekig, mint például A Tale in the Desert vagy a Second Life. Ezek a játékok azért nagyban különböznek a sokkal népszerűbb, "standard" MMORPG-ktől, amik a csata és kereskedelem köré épülnek. Játékos-alkotta tartalom volna ezekben felfedezendő területek, leölendő szörnyek, végrehajtandó küldetések, és speciális megszerzendő tárgyak. The Saga of Ryzom volt az első ezen "standard" MMORPG-k közül, ami felkínálta a játékosoknak ezt a fajta lehetőséget.
A védjegyek használata, ami gyakori a többi videójáték műfajban, itt is megjelent. 2007-ben megjelent a Gyűrűk Ura Online (Lord of the rings online) J. R. R. Tolkien Középföldéje után mintázva. Más védjelzett játékok például a The Matrix-Online (a Mátrix trilógia után), a Warhammer Online, Star Trek – Online, Star Wars Galaxies és Age of Conan. Bizonyos televízióbeli címek is pályáznak a saját MMORPG világukra, mint a Stargate Worlds, jelenleg fejlesztés alatt. Sőt, a folyamatot már meg is fordította James Cameron, aki a Project 808 című MMORPG után szeretne filmet csinálni belőle.

### Nem vállalati fejlesztés
Bár a MMORPG-k többségét cégek/társaságok állítják elő, programozók és művészek kisebb csoportjai is próbálnak hozzátenni a műfajhoz. Mint a fentiekből kiderül, egy átlagos MMORPG fejlesztése hatalmas idő- és pénzbeli befektetést igényel, emellett egy játék futtatása hosszútávú elkötelezettség is. Ennek eredményeképpen a nem vállalati formában történő ("indie", vagyis független, egyedülálló) MMORPG fejlesztések száma a többi műfajéhoz képest jóval ritkább. Ennek ellenére léteznek független MMORPG-k széles műfaji és játékélmény spektrummal, egyedi megoldásokkal.
Egyes független MMORPG projektek teljesen nyílt forráskódúak, míg megint mások (például PlaneShift) nyílt forrású játékmotorral előállított, de szabadalmaztatott tartalmat tesz közzé. Az Endless Online fejlesztői is közzétettek részleteket a kódjukból.
A WorldForge projekt 1998 óta aktív, és olyan fejlesztői közösséget formált, akik nyílt forrású MMORPG-khez készítenek keretrendszereket. A Multiverse Hálózat szintén készít hálózatot és platformot kimondottan az indie-knek. A Torque MMO Kit például indie fejlesztőknek való, akik nem tudnak, vagy nem akarnak drága programokba ruházni.

## Fordítás
- Ez a szócikk részben vagy egészben  a   MMORPG című angol Wikipédia-szócikk fordításán alapul.  Az eredeti cikk szerkesztőit annak laptörténete sorolja fel. Ez a jelzés csupán a megfogalmazás eredetét és a szerzői jogokat jelzi, nem szolgál a cikkben szereplő információk forrásmegjelöléseként.